# Daniel Weidner
Daniel Weidner (* 1969 in Hamburg) ist ein deutscher Literaturwissenschaftler, Germanist und Komparatist. Weidner ist seit 2020 Professor für Allgemeine und Vergleichende Literaturwissenschaft an der Martin-Luther-Universität Halle-Wittenberg.

## Leben
Nach dem Studium der Philosophie, Soziologie, Germanistik und Wissenschaftstheorie in Freiburg, Jena und Wien wurde Weidner 2000 an der Freien Universität Berlin mit einer Dissertation zu Gershom Scholem promoviert.
Weidner hielt ab 1996 Lehrveranstaltungen zur Wissenschaftstheorie an der Universität Wien und ab 2000 an der Humboldt-Universität zu Berlin im Fach Kulturwissenschaft ab. Ab 2001 unterrichtete er Komparatistik und Germanistik an der Humboldt-Universität, der Technischen Universität Berlin und der Freien Universität Berlin, der Universität Gießen und in Basel. Von 2000 bis 2005 war Weidner als Mitarbeiter im ZfL-Projekt Figuren des Sakralen in der Dialektik der Säkularisierung und nach 2005 als Projektleiter verschiedener Forschungsprojekte des Zentrums für Literatur und Kulturforschung Berlin (ZfL) tätig. Von 2010 bis 2020 war er stellvertretender Direktor des ZfL.
Weidner war 2009 Visiting Assistant Professor an der Stanford University. Im selben Jahr habilitierte er sich an der FU Berlin mit der Schrift Bibel und Literatur um 1800. Für Thomas Meyer in der Süddeutschen Zeitung zeichnete sich Bibel und Literatur um 1800 erfrischend durch die verstaubte Philologie aus, mit der Weidner große Menge Quellenmaterial gesichtet habe. Weidner zeigte sich dabei laut Meyer resistent gegen kulturwissenschaftliche Moden und methodologischen Heilsversprechen.
Er übernahm im Wintersemester 2010/2011 eine Gastprofessur in Gießen und im Frühjahrssemester 2011 in Basel. Im Sommersemester 2012 war Weidner Visiting Professor an der University of Chicago. Von 2014 bis 2019 war er Professor am Institut für Kulturwissenschaften der Humboldt-Universität zu Berlin. 2010 bis 2020 war er zugleich stellvertretender Direktor des Leibniz-Zentrum für Literatur- und Kulturforschung und hatte 2018 eine Gastprofessor an der Yale University. Zum Herbstsemester 2020 wurde Weidner Professor für Allgemeine und Vergleichende Literaturwissenschaft an der Martin-Luther-Universität Halle-Wittenberg.
Forschungsschwerpunkte von ihm sind Religion und Literatur, Geschichte von Philologie und Literaturtheorie, und Deutsch-jüdische Literatur.

## Veröffentlichungen

### Monografien
- Gershom Scholem. Politisches, esoterisches und historiographisches Schreiben. Fink, München 2003 (Dissertation).
- Bibel und Literatur um 1800. Fink, München 2011 (Habilitationsschrift).
- (gem. mit Stefanie Ertz und Heike Schlie) Sakramentale Repräsentation. Zeichen, Substanz und Präsenz in der Frühen Neuzeit. Fink, München 2012.
- Rhetorik der Säkularisierung. Über eine Denkfigur der Moderne. Campus, Frankfurt am Main 2024.

### Herausgeberschaften
- (gem. mit Stefan Willer und Sigrid Weigel): Trajekte.
- Figuren des Europäischen. Kulturgeschichtliche Perspektiven. Fink, München 2006.
- (gem. mit Martin Treml) Nachleben der Religionen. Kulturwissenschaftliche Untersuchungen zur Dialektik der Säkularisierung. Fink, München 2007.
- (gem. mit Hans-Peter Schmidt) Bibel als Literatur. Eine Anthologie. Fink, München 2008.
- Urpoesie und Morgenland. Johann Gottfried Herders Vom Geist der Ebräischen Poesie, Kadmos, Berlin 2008.
- Profanes Leben. Walter Benjamins Dialektik der Säkularisierung. Suhrkamp, Berlin 2010.
- (gem. mit Andrea Polaschegg) Das Buch in den Büchern. Wechselwirkungen von Bibel und Literatur. Fink, München 2012.
- (gem. mit Stefan Willer) Prophetie und Prognostik. Verfügungen über Zukunft in Wissenschaften, Religionen und Künsten. Fink, München 2013.
- (gem. mit Robert Buch) Blumenberg lesen. Ein Glossar. Suhrkamp, Berlin 2014.
- (gem. mit Claude Haas) Benjamins Trauerspiel. Theorie – Lektüren – Nachleben. Kadmos, Berlin 2014.
- (gem. mit Stephan Braese) „Meine Sprache ist Deutsch.“ Deutsche Sprachkultur von Juden und die Geisteswissenschaften 1870–1970. Kadmos, Berlin 2015.
- Handbuch Literatur und Religion. Metzler, Stuttgart 2016.
- (gem. mit Falko Schmieder) Ränder des Archivs. Kulturwissenschaftliche Perspektiven auf das Entstehen und Vergehen von Archiven. Kadmos, Berlin 2016.